# Peter Blüher
Peter Blüher (* 11. Dezember 1941; † 18. Mai 1974) war Fußballtorhüter beim SC Motor Jena und dem 1. FC Union Berlin. Für beide Klubs spielte er in der DDR-Oberliga, der höchsten Spielklasse des DDR-Fußball-Verbandes.

## Sportliche Laufbahn

### SC Motor Jena
Peter Blüher war von 1961 bis 1964 zweiter Torwart beim Oberligisten SC Motor Jena hinter dem Nationalmannschaftstorhüter Harald Fritzsche, nachdem er zuvor bei der kleinen BSG Motor Süd Finsterwalde das Tor gehütet hatte. In Jena kam Blüher nur in 13 Oberligaspielen zum Einsatz. Zum ersten Mal stand er am 26. April 1961 im Tor der Oberligamannschaft, als er in der Begegnung Motor Jena – Lok Stendal (6:1) in der 69. Minute für Fritzsche eingewechselt wurde. Danach bestritt Blüher nur noch weitere zwei Oberligaspiele am Saisonende 1961/62. In der Saison 1962/63, in der Jena DDR-Meister wurde, bestritt Fritzsche sämtliche Oberligapunktspiele, sodass Blüher leer ausging. Lediglich im Juli 1963 stand er in zwei Intercup-Spielen im Jenaer Tor. Im Februar 1964 verletzte sich Fritzsche, und so kam Blüher in den restlichen zehn Punktspielen noch einmal in der Oberliga zum Einsatz. Außerdem stand er bei den Spielen des Achtel- und Viertelfinales um den DDR-Fußballpokal 1963/64 im Jenaer Tor. Nach einer Bilanz von 13 Oberliga, zwei DDR-Pokal- und zwei Intercupspielen wurde Blüher nach Abschluss der Saison 1963/64 beim SC Motor Jena ausdelegiert und musste sich der BSG Motor Zeiss Jena anschließen. Dort spielte er während der Saison 1964/65 in der drittklassigen Bezirksliga Gera und verhalf der Mannschaft zur Bezirksmeisterschaft.

### 1. FC Union Berlin
Zu Beginn der Saison 1965/66 wechselte Blüher zum TSC Berlin die die zweitklassige DDR-Liga und wurde dort auf Anhieb Stammtorwart. Die im Laufe der Saison zum 1. FC Union Berlin umgewandelte Mannschaft erreichte am Saisonende den Aufstieg in die Oberliga, in der Blüher auch weiterhin seinen Stammplatz behielt. In seiner ersten Oberligasaison 1966/67 beim 1. FC Union bestritt er 22 der 26 ausgetragenen Punktspiele. Obwohl erst 25 Jahre alt, wurde Blüher mit Beginn der Saison 1967/68 vom nur zwei Jahre jüngeren Rainer Ignaczak abgelöst. Blüher kam bis zum Ende der Spielzeit 1968/69 nur noch in drei Oberligaspielen zum Einsatz. Sein letztes Erstligaspiel bestritt er am  2. November 1968 in der Begegnung 1. FC Union – FC Vorwärts Berlin (0:2). Damit kam er auf folgende Union-Bilanz: 25 Oberligaspiele und zwei DDR-Pokalpartien.

## Weiterer Werdegang und früher Tod
Noch während seiner aktiven Zeit war Blüher in der Nachwuchsabteilung der Unioner tätig. Später agierte er auch für die 2. Mannschaft der Eisernen als Co-Trainer. Der Diplom-Physiker kam im Alter von 32 Jahren im Frühjahr 1974 bei einem Motorradunfall ums Leben. Vor dem Aufstiegsrundenspiel seines FCU gegen Vorwärts Stralsund am 25. Mai 1974 gedachten die 7.000 Zuschauer dem früh verstorbenen Torwart in einer Schweigeminute.